# Силаньо, Ахмед
Ахмед Силаньо (полное имя — Ахмед Мохамед Мохамуд Силаньо; сомал. Axmed Maxamed Maxamuud «Siilaanyo»; араб. احمد محمد محمود سيلانيو‎; 1936 — 15 ноября 2024, Харгейса) — политик и четвёртый президент непризнанного государства Сомалиленд (2010—2017); был избран на выборах 26 июня 2010 года. Также является лидером партии Партии мира, единства и развития.
Представитель влиятельного клана Исаак. Окончил Манчестерский университет со степенью магистра экономики. В 1969—1973 был министром планирования и координации Сомали, министром коммерции (1973—1978 и 1980—1982) и председателем Национального экономического совета (1978—1980). С 9 августа по апрель 1990 был лидером Сомалийского национального движения, которое выступало за независимость Сомалиленда. В 1997—1999 был министром финансов Сомалиленда, в 1999—2000 — министром планирования и координации. Участвовал на выборах 2003 года и получил на них 205 515 (41,23 %) голосов против 205 595 (42,21 %) у Дахира Рияла Кахина. На выборах 26 июня 2010 года получил 266 906 (49,59 %) голосов против 178 881 (33,23 %) у Дахира Рияла Кахина.
Срок Силаньо закончился 14 декабря 2017 года, когда в должность президента вступил Муса Бихи Абди.
По словам его семьи, бывший президент Сомалиленда Ахмед Мохамед Мохамуд «Ахмед Силаньо» умер в возрасте 86 лет в Харгейсе 15 ноября 2024 года после продолжительной болезни.